# Crosslake
Pour les articles homonymes, voir Cross Lake.
Crosslake est une ville située dans le comté de Crow Wing, dans l'État du Minnesota aux États-Unis. Lors du recensement de 2010, sa population s'élevait à 2 141 habitants.

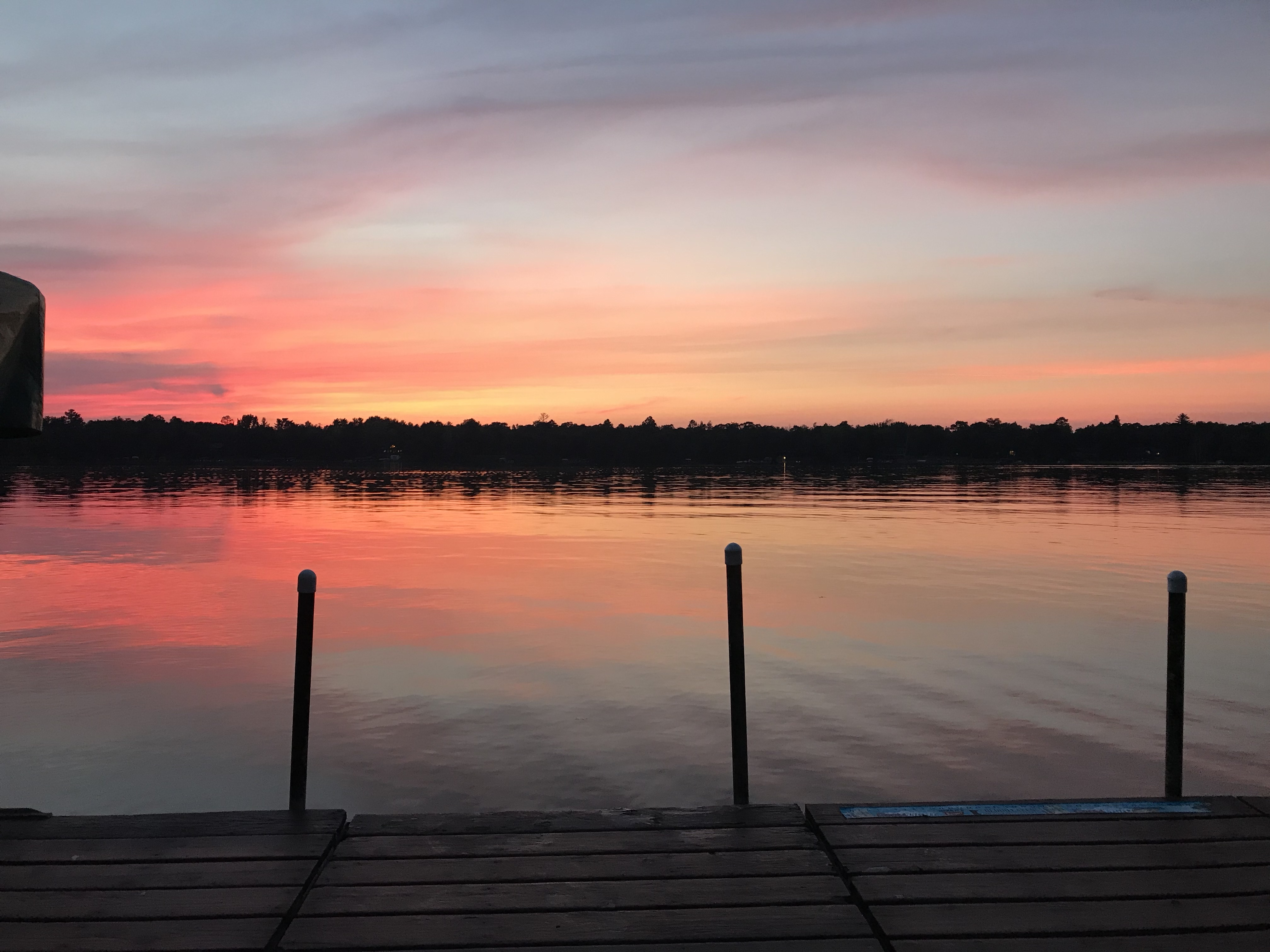
Coucher de soleil sur le lac Daggett à Crosslake, MN